# Peperstraat (Heule-Kortrijk)
De Peperstraat in Heule-Kortrijk is 1059 m lang en loopt vanuit het centrum van Heule, de Heuleplaats tot aan de Oogststraat.
Het eerste (oostelijk) gedeelte van deze straat werd in de volksmond ook “Krakeelhoek” genoemd. Deze benaming en ook de naam “Krakeelstraat” komen tevens voor in vroegere officiële notarisakten.
In zijn jeugdherinneringen (Heule) beschreef Stijn Streuvels deze straat als volgt: “Een schilderachtig zijstraatje, waar, buiten het renteniershuis van tante Stanse een paar schofele winkeltjes, de huizen haak uit, haak in, met den gevel naast de weg stonden en niet dan geringe en arme lieden woonden, een buurtje waar dus veel gekrakeeld werd. Dat straatje liep dood tegen den achterkant der warande van het kasteel en was afgesloten door de heulebeek.”

## Toponymie
De naam “Peperstratgen” kwam al voor in 1649.
Egied van Hoonacker en Johan Roelstraete vermoeden dat de naam in verband staat met het Peperleen in Bissegem. Dit middeleeuwse leengoed bevond zich ten zuiden op ruim 2000 m van het centrum van Heule, terwijl de Peperstraat vanuit dat centrum van oudsher in oost-westelijke richting loopt en geen verbinding naar Bissegem maakte.
Een andere mogelijke verklaring (Van Dyck) verwijst naar het verband met een drassige bodem en de aanwezigheid van mattenbies (Dings, de Groot). Deze verklaring is aannemelijk door de aangrenzende nabijheid van het huidig Kasteelpark, tot einde 18e eeuw een vochtig moerassig meersgebied (Ferrariskaarten), een overstromingsgebied van de Heulebeek. Ook 2 km verderop, stroomopwaarts, bevindt zich de Peperstraat te Gullegem, vlak bij de Heulebeek.

## Wetenswaardigheden

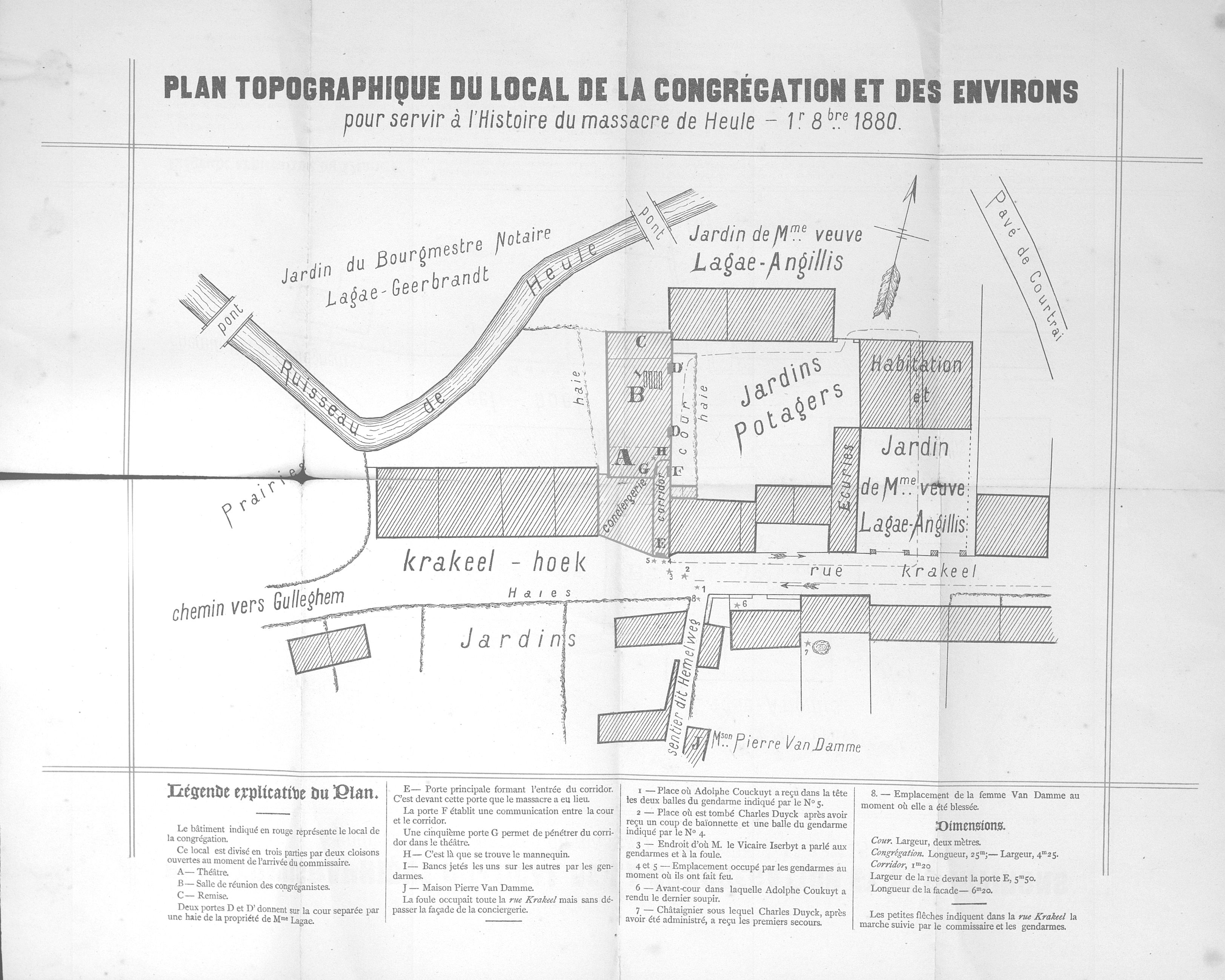
Overzichtsplan bij “l’Histoire du massacre de Heule (1 oktober 1880)”

- Na hun vlucht uit Frankrijk omwille van de Frans-Duitse Oorlog (1871) verbleef de familie Lateur-Gezelle (de ouders van Stijn Streuvels) eerst enige tijd bij Tante Stanse (Constance Gezelle) in de Peperstraat.
- In 1880, op vrijdag 1 oktober, vond er het “drama van Heule” plaats, ter hoogte van huisnummer 53. Toen, tijdens de eerste schoolstrijd (België), bij het hardhandig ontruimen van een congregatiegebouw door gendarmes een oproer uitbrak en er één dodelijk en een zwaargewond slachtoffer viel. Dit masacre de Heule leidde tot een hele polemiek over de rechtmatigheid van die ontruiming en over de mogelijke opruiing daarbij door een priester.
- Ter hoogte van nr. 24 was jarenlang het nu verdwenen Curiosamuseum van Antoon Vanneste (+2001) gevestigd.
- De "Krakeelhoeve", aan het eind van de Peperstraat op nr. 168, kreeg haar naam tijdens het BTK-project “Hoevebenaming” van de dienst landbouw van de stad Kortrijk (1983).
- In Kortrijk waren eertijds nog vier andere straten met de naam Peperstraat : 1) een landelijke weg die de Ooivaarsnestbeek kruist, de huidige Ooivaarsnest (tot 13/3/1981) , 2) een Peperstraat aan de noordoever van de Leie, mogelijk de huidige Kapucijnenstraat (in de 15e eeuw) , 3) een stedelijk straatje nabij de Sint-Jansbeek aan de huidige Stompaertshoek (in de 14e eeuw) + een straat ten zuiden van de stad aan de Klakkaertsbeek (in de 17e eeuw).